# Пегий пёс, бегущий краем моря (фильм)
«Пегий пёс, бегущий краем моря» — художественный фильм Карена Геворкяна по одноимённой повести Чингиза Айтматова, рассказывающей о жизни маленького народа нивхов на берегу Охотского моря.
Фильм был запущен в производство на киностудии «Ленфильм» и остановлен решением худсовета. В 1986 году, по настоянию Виктора Дёмина, киностудия им. А. Довженко и Госкино дали возможность режиссёру завершить работу. 
Фильм состоит из 2-х частей – на земле и на воде. Первая часть представляет собой документальный материал, снятый на Сахалине – родине нивхов. В основе второй части – повесть Айтматова. Режиссёр ввёл игровой сюжет в реальный быт племени — показал как оно живёт, охотится, танцует, заклинает. 
На XVII Московском международном кинофестивале фильм был награждён главным призом «Золотой Святой Георгий», премией ФИПРЕССИ и призом христианского жюри. На Открытом советском кинофестивале «Кинотавр» картина получила Гран-при конкурса «Кино для избранных».

## Сюжет
В семье охотника рождается сын. Проходят годы. Под руководством деда построена лодка. В десять лет мальчик вместе с дедом, отцом и дядей впервые выходит на промысел. Hо охотников на тюленей подстерегает беда: на море опускается туман, и они теряют берег. По мере того, как запасы питьевой воды подходят к концу, мужчины решают ценой своей жизни сохранить жизнь мальчика.

## В ролях
- Баярто Дамбаев — сын
- Александр Сасыков — дед
- Досхан Жолжаксынов — отец
- Токон Дайырбеков — дядя
- Андрей Мороз — эпизод

## Награды и номинации
- 1991 — XVII Московский международный кинофестиваль:
  - Главный приз «Золотой Георгий»
  - приз FIPRESCI
  - приз экуменического жюри
  - Специальный приз Международного жюри киноклубов
- 1991 — Открытый российский кинофестиваль «Кинотавр» — Главный приз в конкурсе «Фильмы для избранных»
- 1991 — приз кинопрессы за лучший фильм года
- 1992 — кинопремия «Ника»: 
  - номинация на премию за лучший игровой фильм года
  - номинация на премию за лучшую режиссёрскую работу (Карен Геворкян)
- 1993 — международный кинофестиваль авторского кино в Сан-Ремо — Гран-при
- 1993 — международный кинофестиваль в Валансьене — Гран-при
- 2009 — фестиваль российских фильмов «Спутник над Польшей» в Варшаве — участие в программе «Лучшие фильмы „Кинотавра“»